# Комадна палица
Комадна палица или перфорирана палица је праисторијска алатка од рога за коју се једно време мислило да је скиптар.
Дужи крај је служио за држање, док је супротни шири крај, који се најчешће налази на крају где се рог рачва, перфориран. На перфорираним делу виде се трагови употребе, па се смата да је ово оруђе имало утилитарни карактер.
Једна од могућих употреба је била и заисправљање и глачање пројектила као што су дрвена копља. 
Јављају се у орињаку, граветијену, солитреју, магдалијену, из кога потичу најрепрезентативнији примерци који су богато украшени изгравираним представама.